# Girolamo degli Azzoni Avogaro
Girolamo degli Azzoni Avogaro (Treviso, 26 ottobre 1467 – Venezia, 1519) è stato un letterato italiano.

## Biografia
Nacque in una nobile famiglia locale, figlio di Altiniero. Si formò inizialmente nella città natale, passando successivamente all'Università di Padova dove, dopo aver conseguito il dottorato nel 1503, insegnò filosofia morale. Era considerato, assieme all'amico Girolamo Bologni, uno dei migliori giureconsulti di Padova. Inoltre, si interessò con passione anche all'arte e alla lingua volgare.
Podestà di Mantova nel 1510 al 1511 (è ricordato in una lapide sul palazzo della Ragione), conobbe Isabella d'Este, una delle più importanti figure del mondo culturale dell'epoca. Con la guerra della Lega di Cambrai dovette riparare a Venezia dove si avvicinò alla famiglia Bembo, cui apparteneva il noto cardinale Pietro.
Di salute cagionevole, morì prematuramente nel 1519.

## Opere
L'attività letteraria dell'Avogaro è oggi completamente perduta. Di certo fu fortemente influenzato dal poeta e amico Giovanni Aurelio Augurelli che, come il Bembo, contribuì a valorizzare la letteratura volgare veneta. Invero, sapeva anche cimentarsi in opere più impegnative, conformi ai costumi di corte.
Tra queste ultime, spicca fra tutte il Commento del sacro Petrarca. Fu Isabella d'Este a commissionarlo e inizialmente doveva limitarsi alla canzone Vergine bella che di sol vestita. La marchesa apprezzò particolarmente questo primo lavoro e invitò l'Avogaro a realizzare un commento su tutto il Canzoniere. Il letterato si servì dell'aiuto dell'Augurelli e di Trifon Gabriele e procedette con grande entusiasmo, seppur lentamente a causa delle sue cattive condizioni di salute. Nel 1512 comunicava a Isabella che l'opera era quasi conclusa, ma nel 1514 vi stava ancora lavorando e pare, anzi, che non sia riuscito a conclusa. In ogni caso, il Commento non fu mai edito e andò perduto.